# Егоров, Пётр Васильевич (горный инженер)
Пётр Васильевич Егоров (1933, Глинная, Западная область — 27 июня 2005, Прокопьевск, Кемеровская область) — горный инженер, лауреат государственных премий.

## Биография
Родился 12 июля 1933 года в деревне Глинная Плохинского района Западной области (сейчас Ульяновский район Калужской области).
Окончил Московский горный институт в 1957 году. Распределён в Кузбасс. Работал в шахте в Киселёвске, затем во Всесоюзном институте горной геомеханики и маркшейдерского дела. В 1967 году окончил механико-математический факультет ТГУ.
В 1968 году защитил кандидатскую диссертацию, в 1974 году докторскую диссертацию. Преподавал в Сибирском металлургическом институте.
С 1981 года заведующий кафедрой подземной разработки месторождений полезных ископаемых в Кемеровском политехническом институте. Одновременно с 1988 по 1992 год — 1-й проректор КузПИ.
Погиб в автокатастрофе в Прокопьевске 27 июня 2005 года.

## Награды и премии
- 1989 — Государственная премия СССР — за создание и внедрение методов управления горным давлением при подземной разработке горных месторождений
- 1994 — Заслуженный деятель науки и техники Российской Федерации — за заслуги в научной деятельности[2]
- 1999 — Премия имени А. А. Скочинского.
- 2000 — Премия Правительства России
- 2001 — Орден Почёта